# Фонтене-ан-Паризи
Фонтене-ан-Паризи  (фр. Fontenay-en-Parisis) — муниципалитет во Франции, в регионе Иль-де-Франс, департамент Валь-д'Уаз. Население — 1 710 человек (1999).
Муниципалитет расположен на расстоянии около 23 км севернее Парижа, 29 км восточнее Сержи.

## Демография
Динамика населения (Cassini и INSEE):